# Memorial Beach
Memorial Beach je šesté album norské skupiny A-ha. Obsahuje i skladbu Move To Memphis, která se objevila poprvé již na jejich předchozím albu Headlines and Deadlines. Skladbu Angel In The Snow napsal Paul pro svou ženu Lauren jako svatební píseň.

## Řazení skladeb
1. Dark Is The Night For All 3:46
2. Move To Memphis 4:22
3. Cold As Stone 8:19
4. Angel In The Snow 4:13
5. Locust 5:09
6. Lie Down In Darkness 4:32
7. How Sweet It Was 6:00
8. Lamb To The Slaughter 4:20
9. Between Your Mama And Yourself 4:16
10. Memorial Beach 4:36

## Obsazení

### Členové skupiny
- Morten Harket (zpěv)
- Paul Waaktaar-Savoy (kytara)
- Magne Furuholmen (klávesy)

### Hosté
- J.B. Bogeberg (basová kytara)
- Per Hillestad (bicí)
- JD Steele, Jevetta Steele a Kathy Wilson (zpěv)